# Thelenella pertusariella
Thelenella pertusariella är en lavart som först beskrevs av William Nylander och som fick sitt nu gällande namn av Edvard Vainio. 
Thelenella pertusariella ingår i släktet Thelenella och familjen Thelenellaceae. Enligt den finländska rödlistan är arten otillräckligt studerad i Finland. Arten är reproducerande i Sverige. Artens livsmiljö är skogar.